# Смедово
Смедово — деревня в городском округе Озёры Московской области России. Население — 71 чел. (2015).
Живописные окрестности и долины мастерски описывал писатель Озерского края Дмитрий Васильевич Григорович в повести «Смедовская долина», романе «Рыбаки» и других произведениях.
В деревне снимали сельские сцены фильма «Три тополя на Плющихе».

## Население
| 1859 | 1926 | 2002 | 2006 | 2010 | 2015 |
| ---- | ---- | ---- | ---- | ---- | ---- |
| 285  | ↗295 | ↘61  | ↗68  | ↘48  | ↗71  |

## География
Расположена в южной части района, в лесистой местности в междуречье Оки и впадающей в неё Большой Смедовы, примерно в 3 км к югу от центра города Озёры и в 1 км от села Клишино. В деревне 2 улицы — Луговая и Приокская. Ближайшие населённые пункты — деревни Емельяновка, Люблино и село Клишино.

## История
В «Списке населённых мест» 1862 года Смедовская — владельческая деревня 2-го стана Каширского уезда Тульской губернии по левую сторону Зарайской большой дороги (с севера на юг), в 28 верстах от уездного города, при речке Смедве и реке Оке, с 32 дворами и 285 жителями (134 мужчины, 151 женщина).
Постановлением президиума Каширского уездного исполнительного комитета 4 апреля 1923 года Каширский уезд включён в состав Московской губернии.
По материалам Всесоюзной переписи населения 1926 года — центр Смедовского сельсовета Богатищевской волости Каширского уезда, проживало 295 жителей (130 мужчин, 165 женщин), насчитывалось 53 крестьянских хозяйства.
С 1929 года — в составе Каширского района Московской области. В 1930 году территория Смедовского сельсовета была передана Редькинскому сельсовету. Постановлением президиума Мособлисполкома от 14 ноября 1934 года Смедово было выделено из его состава и передано Клишинскому сельсовету Озёрского района Московской области.
С 1994 по 2006 год — деревня Клишинского сельского округа.